# Lužické šipáky
Lužické šipáky (na některých mapách uvedeno jako Lužické šípáky) je přírodní památka na katastru obce Lužice v okrese Most v Ústeckém kraji. Rozkládá se 300 metrů východně od obce Lužice a zhruba 9 km od města Mostu na příkrém svahu nad silnicí spojující Lužice a Dobrčice.
Přírodní památka byla vyhlášena dne 30. června 1993 v první zóně Chráněné krajinné oblasti České středohoří z důvodu ochrany především dubu pýřitého (tzv. šipáku), kterého se v místě vyskytuje více než 200 exemplářů všech věkových kategorií od nejmladší generace až po velmi staré jedince mimořádné velikosti a zajímavých tvarů. Původně zde byly chráněny pouze nejvzrostlejší exempláře formou památných stromů. Soubor, který na území roste, je však tak mimořádný, že byl vyhlášen přírodní památkou. Vedle dubu je zde zaznamenán výskyt i vzácnějších druhů rostlin, jako např. kavyl Ivanův (Stipa pennata), kozinec rakouský (Astragalus austriacus), lilie zlatohlavá (Lilium martagon) a zlatohlávek obecný (Cetonia aurata).
Oblast je též důležitou paleontologickou lokalitou. Geologický podklad tvoří čedič a křídové sedimenty. Půda je zde bohatá na jílové minerály, což zapříčiňuje relativně časté sesuvy půdy. Sesouváním je značně poškozena i silnice Lužice-Dobrčice, která tvoří jižní hranici přírodní památky a která je proto pro automobily neprůjezdná.